# Mauricio Salazar Peláez
Mauricio Salazar Peláez (Pereira, 1974) es un político colombiano electo como personero y posteriormente representante a la cámara por el departamento de Risaralda. Es el actual alcalde de Pereira (2024-2027).

## Biografía
Mauricio estudió en el colegio Juan XXIII y continuó en la institución educativa Jesús María Ormaza, iniciándose como comunero del barrio Cuba de la ciudad de Pereira desde los 18 años. Inició su vida laboral a los 20 años en el sector del comercio, llegando a ser Personero de Pereira y asesor de la Gobernación de Risaralda.
Es abogado egresado de la Seccional Pereira de la Universidad Libre (Colombia), y posee una Maestría en Administración de la Universidad EAFIT. Está casado con Maria Irma Noreña, exgerente de la empresa Aguas y Aguas, y es padre de 2 hijos.

### Carrera política
En las elecciones legislativas de 2014 fue elegido Representante a la Cámara por Risaralda con el aval del Partido Conservador Colombiano, habiendo obtenido 17.449 votos. Entre otras iniciativas, se opuso al aumento del IVA y participó de la creación de una ley para la penalización del maltrato animal.
Renunció a la Cámara en mayo de 2018 para aspirar a la Alcaldía de Pereira por el movimiento Pereira Primero en las elecciones regionales de 2019. Obtuvo 55.317 votos, quedando en segundo puesto; gracias a esto, y en virtud del estatuto de oposición, recibió un escaño en el Concejo de Pereira.
En las elecciones regionales de 2023 se volvió a presentar como candidato a la Alcaldía de Pereira, resultando elegido con 82.304 votos, para el mandato 2024-2027.

## Controversias
El líder cívico Carlos Alfredo Crosthwaite, mostró que Salazar estaba inhabilitado para ejercer cargos públicos, para su elección como personero, luego de haber ostentado contratos con la gobernación.
Se le critica por haber condecorado a un exmagistrado que luego fue condenado por el Cartel de la toga y por corrupción en la administración de justicia.
Existen afirmaciones de que su campaña a la Alcaldía de Pereira, estuvo apoyada por dineros ilegales. Sin embargo, dicha tesis no se ha podido comprobar.